# Лихман Олександр Вікторович
Олександр Вікторович Лихман — український військовослужбовець, полковник Збройних Сил України, учасник російсько-української війни. Лицар ордена Богдана Хмельницького III ст. (2016), кавалер ордена Данила Галицького (2024).

## Життєпис
Станом на 2021 рік — заступник командира 81 окремої аеромобільної бригади.

## Нагороди
- орден Богдана Хмельницького III ст. (12.10.2016) — «за вагомий особистий внесок у зміцнення обороноздатності Української держави, мужність, самовідданість і високий професіоналізм, виявлені під час бойових дій та при виконанні службових обов’язків»[2];
- Орден Данила Галицького (17.04.2024) — «за особисту мужність і самовідданість, виявлені у захисті державного суверенітету та територіальної цілісності України»[3].